# Kidlington
Kidlington is een civil parish in het Engelse graafschap Oxfordshire, ongeveer 8 km van Oxford. In het dorp staat de Church of St Mary the Virgin, die werd gebouwd omstreeks 1220. Oxford Airport, de luchthaven van Oxford bevindt zich op het grondgebied van Kidlington. Sinds 2015 heeft Kidlington weer een treinstation (Oxford Parkway railway station) met verbindingen naar Oxford en naar London Marylebone (via Bicester en High Wycombe). 